# Santa María Alotepec
Santa María Alotepec är en kommun i Mexiko.   Den ligger i delstaten Oaxaca, i den sydöstra delen av landet, 400 km sydost om huvudstaden Mexico City.
Följande samhällen finns i Santa María Alotepec:
- San Pedro Ayacaxtepec